# Lucie Bérillon
Pour les articles homonymes, voir Bérillon.
Lucie Bérillon, née le 16 mai 1863 à Saint-Fargeau (Yonne) et morte le 5 mai 1953 à Guerchy, est une professeure de lettres française issue de la première promotion de l'École normale supérieure de jeunes filles de Sèvres en 1881. Elle a mené ses recherches dans le domaine de l'éducation en France.

## Biographie

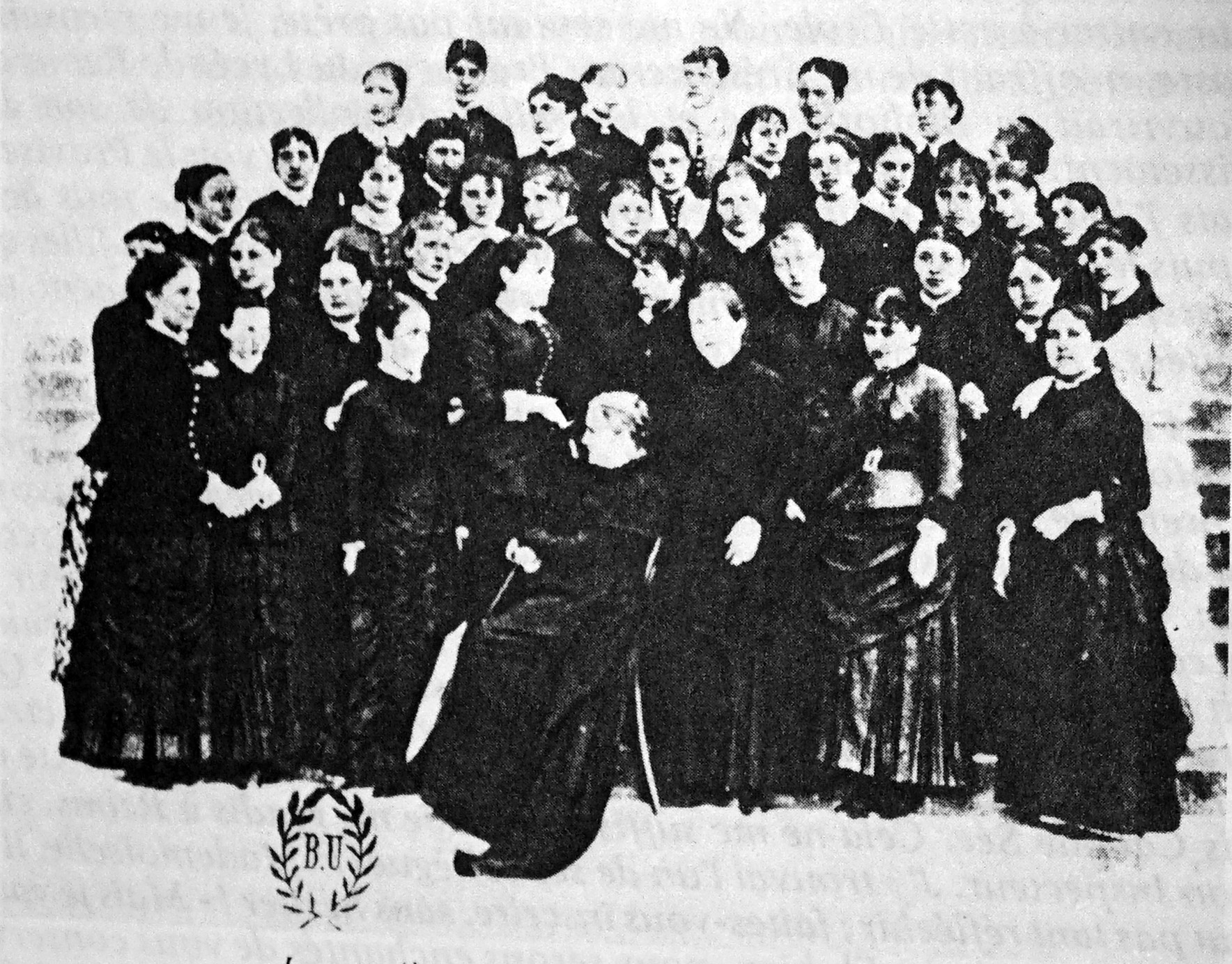
Photo de la première promotion de Sévriennes. Lucie Bérillon y figure.

Lucie Bérillon naît le 16 mai 1863 à Saint-Fargeau dans l'Yonne, fille de Justine Alphonsine Merlin et Louis Eugène Berillon, instituteur de la commune. Elle a un frère, Edgar Bérillon, ainsi que deux sœurs, l'une enseignante à Reims et l'autre, au lycée Racine. Louise Bérillon réside au 26 rue Saint-André-des-Arts puis au 27 rue Mazarine dans le 6e arrondissement de Paris. 
Elle intègre la première promotion de l'École normale supérieure de jeunes filles de Sèvres et y poursuit ses études entre 1881 et 1884. Elle est nommée maîtresse chargée de cours de lettres au lycée Gabriel-Guist'hau de Nantes, puis à Amiens en 1884. Elle obtient l'agrégation de lettres en 1887, et elle est titularisée comme professeure la même année. En 1901, elle est nommée professeure de lettres au lycée Molière. Elle prend sa retraite en 1924.

## Carrière professorale
Lucie Bérillon est professeure de l’École française d’infirmières pendant la guerre. Elle enseigne la rééducation des mutilés et l’hygiène des convalescents. Elle est vice-présidente de la Société pour l'étude des questions d'enseignement secondaire (sous la présidence de Yvon Delbos) et professeure à l’École de psychologie où elle enseigne la psychologie appliquée dans les grands classiques.
Pendant la Première Guerre mondiale, Lucie Bérillon continue son engagement. Elle donne des conférences aux réfugiés dans plusieurs mairies de Paris, visite l'hôpital de Royaumont sous l'égide de la Croix Rouge écossaise, et rédige un ouvrage publié à 25 000 exemplaires par le Comité de propagande patriotique. Dans les foyers d'étudiants étrangers, elle multiplie les conférences sur « L'œuvre de la femme française pendant la guerre » et « L'œuvre de la femme américaine ». Lucie Bérillon, à travers ses nombreuses interventions, laisse une empreinte significative dans le domaine de la psychologie et de l'éducation morale.

## Prix et distinctions
- 1903 : officier d'Académie
- 1908 : officier de l'Instruction publique
- 1931 : chevalier de la Légion d'honneur en qualité de professeur agrégée des lettres (honoraire) au lycée Molière (Paris), à la suite d’une pétition de 120 anciennes élèves et d’une demande du général Augustin Dubail[1].
- 1934 : prix Montyon de la Société d'encouragement au bien de l'Académie française[3].
- 1946 : prix François-Joseph Audiffred  de l'Académie des sciences morales et politiques[1].
- 1953 : Officier de la Légion d'honneur à la demande d'André Siegfried et d'André François-Poncet[1].[réf. nécessaire]

## Publications

### Livres
- Lucie Bérillon, La Préparation au bonheur : Essai d'éducation psychologique (œuvre écrite), 1933.
- Lucie Bérillon, Le bonheur et l'adaptation à la vie (essai de psychologie appliquée) (œuvre écrite), 1944.
- Souvenirs d'une élève de la première promotion (lettres), Sèvres, E.N.S.
- Lucie Bérillon, Une visite à l’hôpital de Royaumont (extrait du Livre d’Or des Œuvres de Guerre), Paris 1916.

### Articles
- 1901, « Les industries indigènes en Algérie : tapis et broderies » extrait du Bulletin de la Réunion d'Études Algériennes, avec la Société l’Art à l’École, Paris, Galerie d'Orléans[1].

Revue de psychologie appliquée, entre 1910 et 1914.
- « L’Éducation attrayante »
- « L’éveil des facultés latentes »
- « Le bonheur et la profession »
- « L’éducation des sentiments à l’école »
- « Le culte de la Patrie »
- « De l’éducation de l’oreille »

### Rapports
- Rapport au ministère de l'Éducation sur les écoles d’apprentissage en Belgique et au Luxembourg[1].
- 1906, « Le bilan de l’enseignement secondaire féminin, après 25 ans d’existence », pour la Société pour l'étude des questions d'enseignement secondaire[1].